# Cyril Dessel
Cyril Dessel (* 29. November 1974 in Rive-de-Gier) ist ein ehemaliger französischer Radrennfahrer und Tour-de-France-Etappensieger. Bei der Frankreich-Rundfahrt 2006 war er zudem für einen Tag Träger des Gelben Trikots und schloss das Rennen nach der Disqualifikation des ursprünglich erstplatzierten Floyd Landis als Gesamt-Sechster ab.
In seiner zwölfjährigen Profilaufbahn konnte Dessel insgesamt acht Siege feiern und bestritt zehn Grand Tours, von denen er sechs beendete.

## Laufbahn
Bevor Cyril Dessel Radsport betrieb, spielte er als Torwart Fußball. Angeregt durch seine Familie – sowohl sein Vater als auch sein Bruder fuhren Rennrad, sein Schwager bestritt als Amateur sogar Rennen – begann auch Dessel im Club de Pélussin mit diesem Sport und konnte rasch erste Siege einfahren. Bereits im Jahr 1996 wurde er französischer Landesmeister im Einzelzeitfahren der Amateurklasse, was zugleich den wichtigsten Erfolg während seiner Zeit in den Nachwuchsrennklassen darstellt. In der zweiten Saisonhälfte 1999 sammelte Dessel erste Erfahrungen im Profibereich als Stagiaire beim GS-1-Team Casino-ag2r Prévoyance, nachdem er zuvor durch Erfolge bei einigen Amateurrennen in seiner Heimat auf sich aufmerksam gemacht hatte. Im Casino-Trikot belegte er den zehnten Platz in der Gesamtwertung der Tour de l’Ain.

### Erste Profijahre
Für das Rennjahr 2000 unterzeichnete er daraufhin seinen ersten Kontrakt als Berufsradfahrer bei der französischen GS-2-Equipe Jean Delatour, mit der er Ende August nach einem erneuten zehnten Gesamtrang bei der Tour de l’Ain bei seiner ersten Grand Tour, der Vuelta a España am Start stand, die er als 99. beendete. 2002 nahm Dessel – inzwischen hatte Jean Delatour den GS-1-Status erhalten – zum ersten Mal an der Tour de France teil. Das Ziel auf den Champs-Elysées in Paris erreichte er als 113. der Gesamtwertung. Zuvor hatte er zu Saisonbeginn mit Rang drei beim Grand Prix d’Ouverture La Marseillaise und Rang zehn beim Gran Premio di Lugano erste Resultate herausfahren können.

### Im Team Phonak
Zur Saison 2003 wurde der Franzose vom Schweizer GS-1-Team Phonak Hearing Systems verpflichtet, auch weil er als Mensch mit vermindertem Hörvermögen für den Namenssponsor des Teams, einen Hörgerätehersteller, als Werbeträger interessant war. Bei Phonak erreichte Dessel im Critérium du Dauphiné in Frankreich den neunten Platz in der Gesamtwertung. Danach bestritt er zum zweiten Mal die Vuelta, schied jedoch nach der sechsten Etappe aus. Im Folgejahr verpasste er seinen ersten Profisieg nur knapp, als er auf dem zweiten Tagesabschnitt des Critérium du Dauphiné sieben Sekunden hinter seinem Mannschaftskollegen und Tagessieger José Enrique Gutierrez im Sprint der Verfolgergruppe vorne lag und so Tageszweiter wurde. Wenig später musste sich Dessel im Straßenrennen der französischen Meisterschaften in Pont-du-Fossé im Spurt dreier Ausreißer nur Thomas Voeckler geschlagen geben und errang somit die Silbermedaille. Insgesamt sammelte Dessel im Jahr 2004 neun Top-Ten-Plätze bei internationalen Rennen ein.

### Spitzenreiter und Etappensieger der Tour de France
2005 kehrte Dessel zum Team ag2r Prévoyance zurück, für das er ja bereits 1999 (damals noch unter dem Namen Casino-ag2r Prévoyance) als Stagiaire aktiv gewesen war. Grund für seinen Abschied von Phonak war unter anderem, dass er dort 2004 nicht die erhoffte Nominierung für die Tour de France erhalten hatte. Mit einer Tour-Teilnahme wurde es aber auch 2005 vorerst nichts, da er im Juni an einer Blinddarmentzündung erkrankte.
In seiner zweiten Saison bei ag2r, wo er seinen schon aus Amateurzeiten bekannten Sportlichen Leiter Julien Jurdie wiedertraf, gelang Dessel nach sechs Jahren der erste Sieg als Profi. Gleich im Februar, bei der Mittelmeer-Rundfahrt, kam er auf der vierten Etappe in Menton als Solist ins Ziel und übernahm damit zugleich die Führung in der Gesamtwertung. Seinen Vorsprung von drei Sekunden auf Alexander Botscharow konnte er auf den beiden folgenden Tagesabschnitten verteidigen und so die Rundfahrt gewinnen.

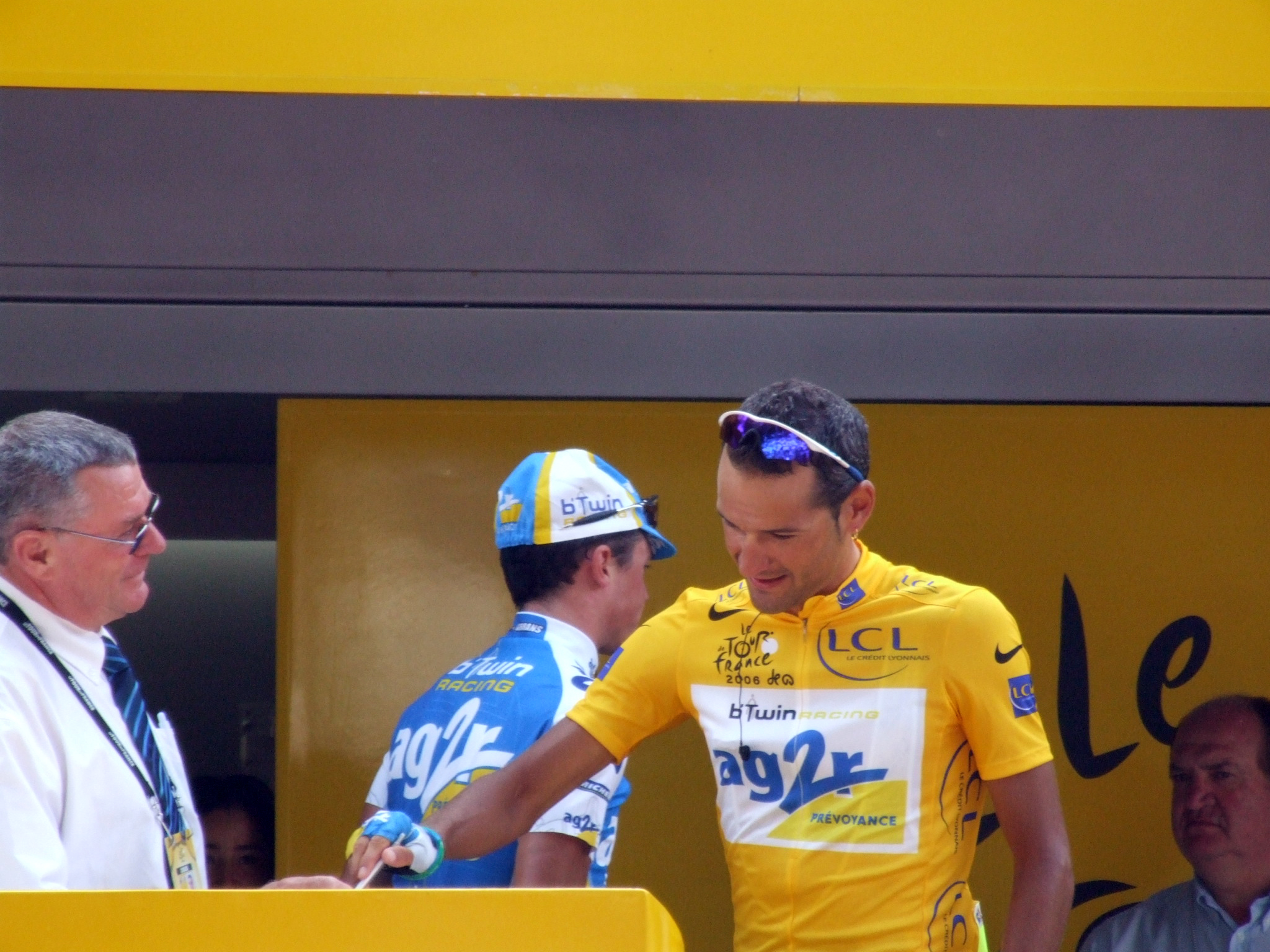
Cyril Dessel im Gelben Trikot der Tour de France 2006 beim Einschreiben vor der elften Etappe.

Im Sommer stand Dessel dann zum zweiten Mal in seiner Laufbahn bei der Tour de France am Start, wo er auf der zehnten Etappe Teil der Ausreißergruppe des Tages war, die sich entscheidend vom Feld absetzte. Die Zielgerade in Pau erreichte Dessel zusammen mit Juan Miguel Mercado, war dem Spanier im Zweiersprint jedoch unterlegen. Dank des über siebenminütigen Vorsprungs der beiden auf das Peloton übernahm Dessel dafür aber das Gelbe Trikot des Spitzenreiters. Doch schon am nächsten Tag verlor er das Maillot Jaune, dessen Verteidigung er um acht Sekunden verpasste, wieder an Floyd Landis. In die letzte Woche der Rundfahrt ging der ag2r-Profi als Dritter des Gesamtklassements und konnte diese Podiumsplatzierung bei der Bergankunft in Alpe d’Huez auf der 15. Etappe behaupten, tags darauf rutschte er auf dem Weg nach La Toussuire auf Rang vier ab, bevor er schließlich nach der letzten schweren Bergetappe immer noch den siebten Gesamtplatz belegte. Diesen behielt er auch nach dem Einzelzeitfahren, und 24 Stunden später erreichte er als bester Franzose das Ziel der 93. Frankreich-Rundfahrt in Paris. Durch die Disqualifikation des Toursiegers Floyd Landis rückte Dessel nachträglich noch auf den sechsten Platz in der Resultatsliste vor.
Nach der Teilnahme an einigen Nach-Tour-Kriterien konnte Dessel Mitte August bei der Tour de l’Ain seinen zweiten Rundfahrtssieg der Saison feiern. Durch einen Solo-Erfolg schlüpfte der Franzose gleich nach der ersten Etappe ins Trikot des Gesamtführenden, das er bis zum Ende des Rennens behielt. Kurz darauf verließ er die Vuelta a España – seine zweite Grand Tour des Jahres – wie schon 2003 vorzeitig vor dem 16. Tagesabschnitt. Zum Jahresabschluss wurde er noch in das französische Aufgebot für das Straßenrennen der Weltmeisterschaften in Salzburg berufen.
Dessel konnte bei der Tour de France 2007 seinen sechsten Gesamtrang aus der Vorsaison nicht wiederholen und schied auf der 15. Etappe aus dem Rennen aus, auch bedingt durch eine schon im März erlittene Toxoplasmose-Infizierung.
2008 aber knüpfte der Franzose an seine Erfolge aus dem Jahr 2006 an, indem er im Mai jeweils einen Tagesabschnitt bei den Vier Tagen von Dünkirchen, die er zudem als Gesamt-Neunter abschloss, und bei der Katalonien-Rundfahrt gewann. Der dortige Etappensieg – Dessels erster bei einem Wettbewerb der UCI ProTour – brachte ihm sogar die zwischenzeitliche Führung in der Gesamtwertung ein, welche er am folgenden Tag wieder abgeben musste. Wenig später ließ der Franzose beim Critérium du Dauphiné Libéré einen weiteren Etappensieg aus einer Fluchtgruppe heraus folgen, belegte dazu noch Platz sechs in der Endabrechnung.
Diese Leistungen wurden mit einer Nominierung für den Tour-de-France-Kader seiner inzwischen unter dem Namen Ag2r La Mondiale fahrenden Mannschaft belohnt, die er als einer von drei Kapitänen neben Wladimir Jefimkin und Tadej Valjavec anführen sollte. Auf der ersten Pyrenäen-Etappe der Rundfahrt gewann Dessel den Sprint der Favoritengruppe, die hinter den Angreifern Riccardo Riccò und Jefimkin ins Ziel kam, und wurde so Tagesdritter. Zwar musste der Franzose in der Folgezeit die Hoffnungen auf einen vorderen Rang in der Gesamtwertung begraben, nichtsdestotrotz zeigte er sich aber wie auch sein Teamkollege Valjavec auf der 16. Etappe von Cuneo nach Jausiers in einer erfolgreichen Ausreißergruppe und setzte sich aus dieser heraus in der letzten Abfahrt vom Col de la Bonette zusammen mit Sandy Casar, David Arroyo und Jaroslaw Popowytsch ab. Im Sprint konnte Dessel seine Fluchtgefährten hinter sich lassen und den größten Sieg seiner Laufbahn erzielen. Nach eigener Aussage profitierte er dabei von Ortskenntnissen, die er sich als Jugendlicher angeeignet hatte. Auf dem 18. Tagesabschnitt ließ er dem noch einen siebten Platz folgen, bevor er als 28. das Ziel in Paris erreichte.
Im August wurde Dessel nach der Teilnahme an einigen Nach-Tour-de-France-Kriterien in die Mannschaft Frankreichs für das Straßenrennen der Olympischen Spiele in Peking berufen, beendete das Rennen aber nicht.

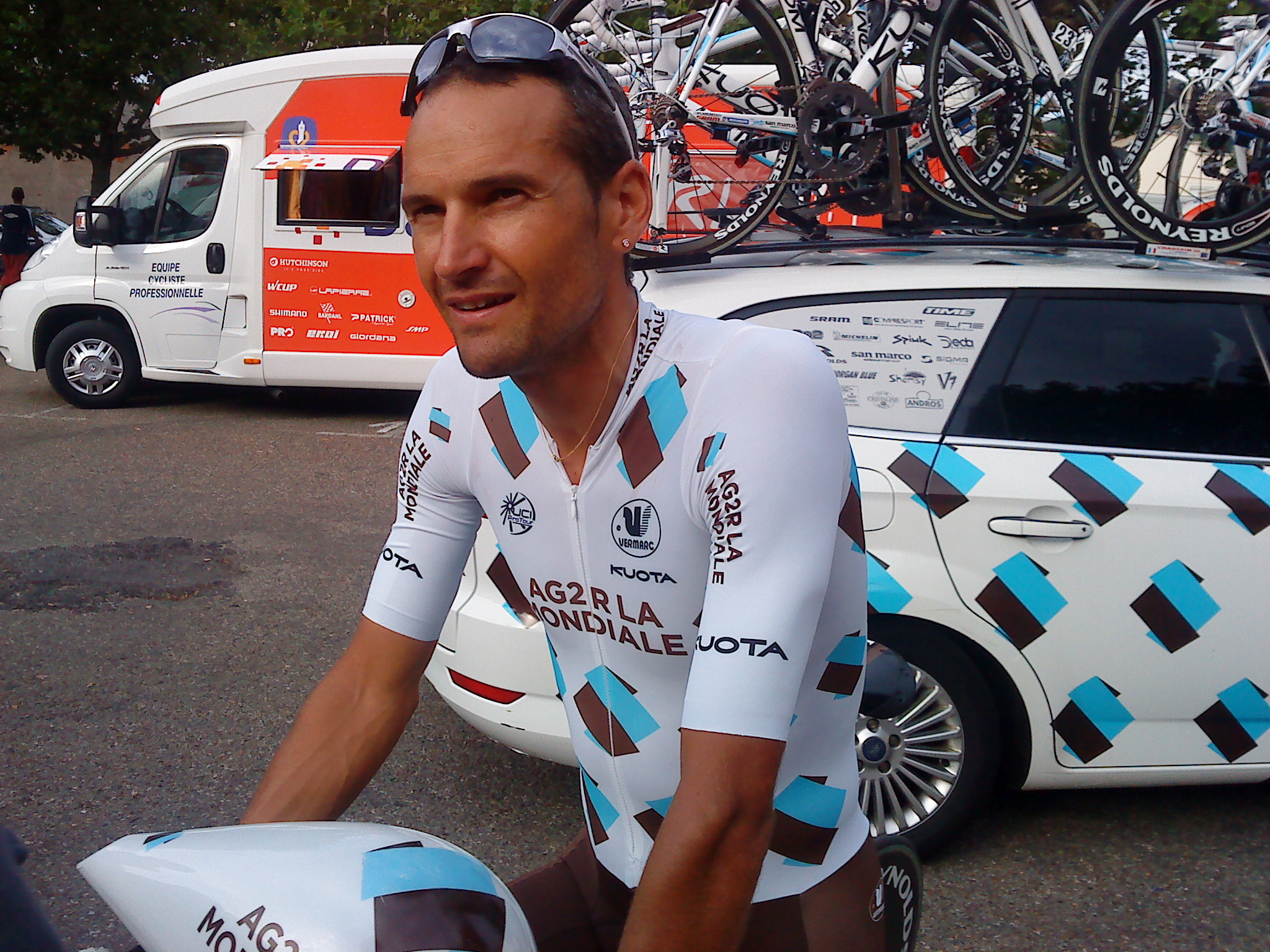
Cyril Dessel nach dem Prolog der Tour de l’Ain 2010.

### Letzte Profijahre
Unter anderem über die Kalifornien-Rundfahrt (Ausscheiden nach Sturz und Rückenverletzung) den Giro del Trentino (einmal Etappenzehnter) und die Katalonien-Rundfahrt (einmal Etappenneunter) bereitete sich Dessel auf die Tour de France 2009 vor. Diese war für den ag2r-Kapitän allerdings schon auf dem 17. Tagesabschnitt vorbei, er gab auf, ohne vorher ein Resultat erzielt zu haben. Immerhin war er auf der zweiten Etappe Teil der Fluchtgruppe des Tages, die vom Peloton aber gestellt wurde.
Erstmals seit fünf Jahren startete der Franzose 2010 bei keiner der drei Grand Tours. Der achte Platz bei der Trofeo Laigueglia blieb sein bestes Saisonergebnis.
Dafür nahm Dessel 2011 zum ersten Mal überhaupt am Giro d’Italia teil, den er als 99. beendete. Die Vorbereitung auf den Giro war durch eine akute Prostatitis gestört worden. Sein bestes Jahresresultat war ein siebter Etappenrang bei der Tour de l’Ain, bevor er bei der Vuelta a España noch einmal ein großes Rennen bestritt – das letzte seiner aktiven Karriere als Profi, die er danach beendete.
Insgesamt startete Cyril Dessel in seiner zwölf Jahre andauernden Laufbahn bei zehn Grand Tours, davon allein fünfmal bei der Tour de France. Sechs dieser Wettbewerbe konnte er auch beenden. Acht Siege als Berufsradfahrer stehen auf seinem Konto.
Am 31. Mai 2014 wurde anlässlich der Tour-de-France-Etappenankunft in der Stadt im Juli und zu Ehren des ehemaligen Profis das erste Jedermannrennen "La Cyril Dessel" in Saint-Etienne ausgetragen.

## Erfolge
1996
- Französischer Meister – Einzelzeitfahren (Amateure)

2006
- Gesamtwertung und eine Etappe Mittelmeer-Rundfahrt
- Gesamtwertung und eine Etappe Tour de l’Ain

2008
- eine Etappe Vier Tage von Dünkirchen
- eine Etappe Katalonien-Rundfahrt
- eine Etappe Critérium du Dauphiné Libéré
- eine Etappe Tour de France

## Grand-Tour-Platzierungen
| Grand Tour            | 2000 | 2001 | 2002 | 2003 | 2004 | 2005 | 2006 | 2007 | 2008 | 2009 | 2010 | 2011 |
| --------------------- | ---- | ---- | ---- | ---- | ---- | ---- | ---- | ---- | ---- | ---- | ---- | ---- |
| Giro d’ItaliaGiro     | −    | −    | −    | −    | −    | −    | −    | −    | −    | −    | −    | 99   |
| Tour de FranceTour    | −    | −    | 113  | −    | −    | −    | 6    | DNF  | 28   | DNF  | −    | −    |
| Vuelta a EspañaVuelta | 99   | −    | −    | DNF  | −    | −    | DNF  | −    | −    | −    | −    | 60   |